# Міхаель Шенкер
Міхаель Шенкер (Michael Schenker; 10 січня 1955, Зарштедт, Німеччина) — гітарист, вокаліст, композитор. Колишній учасник гурту UFO, один з засновників Scorpions та Michael Schenker Group. Молодший брат Рудольфа Шенкера, гітариста гурту Scorpions.
У середині 1960-х років, перебуваючи під впливом старшого брата Рудольфа, Міхаель почав вчитись грі на гітарі. Наприкінці десятиріччя він вже виступав у шкільній формації Cry, з якою з'явився перед телевізійними камерами у популярній програмі "Beat Club".
1970 року Міхаель очолив першу власну групу Copernicus, але незабаром приєднався до формації Рудольфа Scorpions. Однак записавши з Scorpions дебютний альбом "Lonesome Crow", музикант звернув увагу на британську формацію UFO і в червні 1973 року замінив там Берні Марсдена.
Незважаючи на молодий вік, Шенкер мав дуже великий вплив на зміну музики UFO (більш хард-рокове звучання). Це вже можна було почути на першій платівці гурту за участю Шенкера. Мова йде про лонгплей 1974 року "Phenomenon", до якого ввійшли, наприклад, такі класичні твори, як "Doctor Doctor" чи "Rock Bottom". Однак після серії чудових альбомів конфлікт молодого гітариста з старшими колегами, а особливо вокалістом Філом Моггі, привів до виходу Міхаеля зі складу гурту. Трапилося це 1978 року після запису платівки "Obsession". Також у цей період музикант, переживши нервовий стрес, потрапив у залежність від алкоголю та наркотиків.
Повернувшись до Німеччини, Шенкер знову приєднався до Scorpions, записуючи з ними альбом 1979 року "Lovedrive". Того ж 1979 року у Гановері він утворив власний гурт, який спочатку дістав назву The Michael Schenker Band, а пізніше The Michael Schenker Group.
До першого складу гурту The Michael Schenker Band Шенкер запросив Гейрі Бардена (Gary Barden) - вокаліста клубної формації Fraser Nash, Біллі Шіена (Billy Sheehana) - бас та Денні Кармассі (Denny Carmassie) - ударні. Проте 1980 року у The Michael Schenker Band поряд з лідером та Барденом виступали також Дон Ейрі (Don Airey) - клавішні, Мо Фостер (Mo Foster) - бас та Саймон Філліпс (Simon Phillips) — ударні.
До першого складу гурту The Michael Schenker Group (незабаром її почали називати скорочено - MSG), сформованої у серпні 1980 року, ввійшли Барден, Пол Реймонд (Paul Raymond) - клавішні та гітара, Кріс Глен (Chris Glen) — бас та Козі Пауелл (Cozy Powell) — ударні. Однак незважаючи на досить великий досвід, з роллю лідера власного гурту Міхаель не дуже впорався. Також йому не вдалося утримати стабільний склад та проявити себе як композитор.
У листопаді 1981 року гурт залишили Барден та Реймонд, а в лютому 1982-го новим вокалістом став Грейєм Боннет (Graham Bonnet) з Rainbow. Того ж року Пауелла замінив Тед Маккенна (Ted McKenna). Трохи пізніше Шенкер замість Боннета повернув Бардена.
1983 року склад MSG поповнився за рахунок Енді Найя (Andy Nye) — клавішні та Дерека Сент-Холмза (Derek St. Holmes) — гітара, вокал. Проте після виступу у грудні того ж року на великому фестивалі у Дортмунді група припинила свою діяльність. Найбільшим досягненням цього періоду творчості Шенкера вважаються концертні альбоми: "One Night At Budokan" та "Rock Will Never Die", записані відповідно 1981 року у токійському "Budokan" та 1983 року у лондонському "Hammersmith Odeon" і які передають справжню атмосферу великого рок-свята.
У другій половині 1980-х років музикант перебрався до Лос-Анджелеса, де приятелював, наприклад, з музикантами групи Ratt. 1986 року він відродив діяльність власної формації, з новим вокалістом Робіном Маколі (Robin McAuiey), а гурт дав собі назву The McAuiey Schenker Group. У цей період крім Шенкера та Маколі до складу гурту також входили: Стів Менн (Steve Mann) - гітара, Рокі Ньютон (Rocky Newton) — бас та Бодо Шопф (Bodo Schopf) — ударні. Цього разу Шенкер звернувся до музики хеві-метал, яку творили каліфорнійські формації - мелодійно багату та повну пристрасті. Проте йому не вдалося повністю звільнитись від стилістики, відпрацьованої у Scorpions, особливо у ліричних піснях та баладах, позбавлених хеві-металевого запалу.
1991 року менеджером гурту Аланом Кобском були звільнені Менн, Ньютон та Шопф і в наступний період Шенкеру та Маколі допомагали Джефф Пілсон (Jeff Pilson) — бас, відомий по гурту Dokken, та Джеймс Коттек (James Kottak) — ударні з Kingdom Come. Того ж року Шенкер у перервах між записами альбомів MSG взяв участь над записом платівки ефемерної формації Contraband, яка складалась з учасників гуртів Shark Island, Vixen, Ratt та L.A.Guns. Записаний ними альбом пропонував досить цікаві версії творів інших виконавців, наприклад, "All The Way To Memphis" Mott The Hoople чи "Hang On To Yourself" Девіда Боуї. Черговою справою гітариста поза групою став міні-альбом "Never Ending Nightmare", куди ввійшли п'ять акустичних композицій.
1992 року з'явився останній альбом формації MSG, а під час акустичного турне, яке робило промоцію цієї платівки, шляхи двох лідерів - Шенкера та Маколі розійшлися. У цій ситуації гітарист, не маючи необхідного контракту з фонографічними фірмами, відклав свою відому гітару Gibson "Flying V" і записав акустичний альбом "Thank You", який видав за власні кошти і продавав через пошту. Окрім того Шенкер почав обдумувати пропозицію знову приєднатися до UFO, але 1993 року вирішив допомогти Scorpions під час їх європейського турне. Однак восени того ж року гітарист опинився в UFO, яка відновила свою діяльність у найкращому складі.

## Дискографія

### Scorpions
- 1972: Lonesome Crow
- 1979: Lovedrive

### UFO
- 1974: Phenomenon
- 1975: Force It
- 1976: No Heavy Petting
- 1977: Lights Out
- 1978: Obsession
- 1979: Strangers in the Night
- 1992: The Best Of
- 1995: Walk on Water
- 2000: Covenant
- 2002: Sharks

### Michael Schenker Group
- 1979: Premiere
- 1980: The Michael Schenker Group
- 1981: MSG
- 1982: One Night At Budokan
- 1982: Assault Attack
- 1983: Build To Destroy
- 1984: Rock Will Never Die
- 1987: Perfect Timing
- 1987: Portofilo
- 1989: Save Yourself (перевидана 1997 року як Champions Of Rock)
- 1991: The Collection
- 1992: MSG
- 1993: The Essential Michael Schenker Group
- 1993: BBC Radio 1 Live In Concert
- 1994: The Story Of Michael Schenker
- 1994: Armed & Ready - The Best Of Michael Schenker
- 1995: Anthology
- 1996: Written In The Sand
- 1997: The Michael Schenker Story Live.

### Contraband
- 1991: Contraband

### Сольні альбоми
- 1991: Never Ending Nightmare
- 1993: Thank You